# Comunitat de municipis dels Monts d'Arrée
La Comunitat de municipis dels Monts Arrée (CCMA) (en bretó Kumuniezh kumunioù Menez Are) és una estructura intercomunal francesa, situada al département del Finisterre a la regió Bretanya, dins el país de Centre Oest Bretanya. Té una extensió de 76,90 kilòmetres quadrats i una població de 3.853 habitants (2008).

## Composició
Agrupa cinc comunes :
1. Berrien: 952 habitants, 3 delegats
2. Bolazec: 210 habitants, 3 delegats
3. Huelgoat: 1 622 habitants, 3 delegats
4. Locmaria-Berrien: 244 habitants, 5 delegats
5. Scrignac: 825 habitants, 3 delegats

| Data d'elecció                             | Identitat       | Partit | Qualitat                    |
| ------------------------------------------ | --------------- | ------ | --------------------------- |
| -2012                                      | Albert Le Guern | (SE)   | Alcalde de Locmaria-Berrien |
| 2012-                                      | Marcel Coant    | (PCF)  | Alcalde de Scrignac         |
| Les dades anteriores no són pas conegudes. |                 |        |                             |
|                                            |                 |        |                             |